# Epic Games vs. Apple
Epic Games против Apple — текущий иск, поданный Epic Games против Apple в августе 2020 года в федеральный окружной суд Северного округа Калифорнии в связи с действиями Apple в магазине приложений App Store для устройств на iOS. Epic Games специально оспорила ограничения Apple на использование приложениями других способами покупок в приложении, помимо того, что предлагается в App Store. Основатель Epic Games Тим Суини ранее оспаривал сокращение 30 % дохода в пользу Apple с каждой покупки, сделанной в App Store, и в своей игре Fortnite хотел либо обойти Apple, либо уменьшить долю Apple. 13 августа 2020 года Epic намеренно внесла изменения в Fortnite, чтобы обойти платежную систему App Store, что побудило Apple заблокировать игру в App Store и привело к тому, что Epic подала иск. Apple подала встречный иск, утверждая, что Epic намеренно нарушила условия контракта с Apple, чтобы побудить её к действиям, и она защищалась от иска Epic. Судебный процесс проходил с 3 по 24 мая 2021 года. В постановлении от сентября 2021 года по первой части дела судья Ивонн Гонсалес Роджерс приняла решение в пользу Apple по девяти из десяти пунктов, но в отношении политики Apple по борьбе с рулевым управлением, запретила Apple мешать разработчикам информировать пользователей о других платежных системах в приложениях.
Epic также подала еще один иск, Epic Games против Google, в тот же день, который оспаривает аналогичную практику Google в магазине приложений Google Play для Android, после того, как Google отозвал Fortnite после обновления по тем же причинам, что и Apple. Однако в Google подчеркнули, что правовая ситуация вокруг их дела отличается от Apple.

## Предыстория
Еще в 2015 году соучредитель и генеральный директор Epic Games Тим Суини поставил под сомнение необходимость в цифровых витринах, таких как Steam от Valve, App Store от Apple и Google Play от Google, чтобы сократить распределение 30%-й доли дохода, и утверждал, что с учетом текущих темпов распространения контента и других необходимых факторов сокращение выручки на 8 % должно быть достаточным для прибыльной работы любой цифровой витрины. В то время как сокращение выручки на 30 % было отраслевым стандартом для компьютеров, консолей и мобильных платформ в 2019 году, Суини заявил, что более высокая доля дохода имеет смысл на консолях, где «необходимы огромные инвестиции в оборудование, часто продаваемое ниже себестоимости, и маркетинговые кампании в широком сотрудничестве с издателями», но не распространяется на открытые платформы, такие как мобильные устройства и персональные компьютеры. Отчасти причина создания магазина Epic Games Store заключалась в том, чтобы продемонстрировать, что Epic может работать при меньшем сокращении доходов (12 %).
По мере того, как Fortnite расширялся с персональных компьютеров на другие платформы с ростом популярности режима Battle Royale в 2018 году, Epic Games стремилась сделать игру по модели free-to-play для мобильных устройств. Когда Epic впервые выпустила свой клиент для Android, она предлагала его как загруженный пакет, а не как приложение в магазине Google Play, поскольку они не хотели, чтобы Google получал какой-либо доход от микротранзакций в игре. Тем не менее это привело к ряду проблем с безопасностью и многочисленным недобросовестным клонам, пытавшимся выдать себя за настоящую игру Fortnite в магазине Google Play, и к апрелю 2020 года Epic прекратила выпуск загружаемой версии и разместила игру в магазине Google Play. Поскольку Apple не разрешает загрузку неопубликованных приложений на устройства iOS, Epic выпустила клиент в App Store непосредственно в 2018 году.
В середине 2020 года Суини подтвердил свою позицию в отношении сокращения 30%-го дохода Apple и Google в преддверии большого слушания в Конгрессе США по расследованию антимонопольных обвинений в отношении крупных технологических компаний, включая Google, и во время аналогичных расследований по отношению к Apple в Европейском союзе. В июльском интервью CNBC Суини сказал, что «Apple заблокировала и нанесла вред экосистеме, создав абсолютную монополию на распространение программного обеспечения, на его монетизацию», и «Google по сути намеренно подавляет конкурирующие магазины, создавая барьеры и препятствия для пользовательского интерфейса». Суини далее заявил, что «если бы каждый разработчик мог принимать свои собственные платежи и избегать 30%-го налога Apple и Google, мы могли бы передать сэкономленные средства всем нашим потребителям, и игроки получат более выгодную сделку по предметам. И у вас будет экономическая конкуренция». После того, как Apple заявила, что облачные игровые сервисы, такие как Microsoft xCloud, не разрешены на платформе iOS, поскольку они разрешают контент, который обходит проверку контента Apple, Суини написал: «Apple объявила метавселенную вне закона. Принцип, который они заявляют, взятый буквально, исключает все кроссплатформенные экосистемы и игры с пользовательскими режимами: не только xCloud, Stadia и GeForce Now, но также Fortnite, Minecraft и Roblox».
Apple утверждала, что сокращение на 30 % «отражает огромную ценность App Store» и помимо видимых функций, которые он предлагает разработчикам, сокращение охватывает «технологии, инструменты, программное обеспечение Apple для разработки и тестирования приложений, маркетинговые усилия, платиновый уровень обслуживания клиентов и распространение приложений разработчиков и цифрового контента». Apple также утверждала, что она требует, чтобы приложения iOS использовали свою витрину, чтобы «обеспечить соответствие приложений iOS высоким стандартам Apple в отношении конфиденциальности, безопасности, контента и качества» и чтобы избежать подвергания пользователей iOS рискам со стороны альтернативных витрин.
Юридическая экспертиза дел выявила ключевой вопрос: является ли контроль Apple над iOS App Store монополией или нет. Epic Games утверждала, что Apple сохраняет монополию на устройства с iOS, и поэтому её поведение по ограничению альтернативных платежных систем и витрин антиконкурентно. Apple утверждает, что рынок, в котором участвует Epic, — это несколько платформ, а не только iOS, и с этой точки зрения у Apple нет монополии.

## Возбуждение судебного иска
В интервью CNN Суини заявил, что Epic планировала за несколько месяцев до августа 2020 года курс действий под кодовым названием «Project Liberty» («Проект Свобода»), направленный на то, чтобы заставить Apple и Google либо изменить политику своих магазинов, либо инициировать судебный иск .
Как было определено в ходе испытания, Epic инициировала «Project Liberty», сначала представив стандартный патч для «Fortnite», который должен был быть одобрен Apple и Google, но который тайно содержал код, который позволял пользователям для покупки внутриигровую валюту «V-баксы» непосредственно у Epic. Epic не упоминала об этой функции ни в Apple, ни в Google, поэтому патч был одобрен. Затем, 13 августа 2020 года, Epic выпустила патч (которое не требовало предварительного утверждения) для мобильных версий, что сделало этот вариант покупки доступным. В то же время Epic объявила для всех платформ, что покупка V-баксов напрямую через Epic будет снижена на 20 %. Для пользователей iOS и Android, Epic предупредила пользователей, что, если они совершают покупку через витрину Apple или Google, им не предоставляется эта скидка, поскольку Epic заявила, что они не могут продлить скидку из-за 30%-ного сокращения доходов в пользу Apple и Google.
Через несколько часов после запуска этого патча, и Apple, и Google удалили Fortnite со своих витрин, заявив, что средства обхода их платёжных систем нарушают их условия обслуживания.
Epic немедленно подала отдельные иски против Apple и Google за антимонопольное и антиконкурентное поведение в окружной суд США Северного округа Калифорнии. В обоих случаях Epic наняла юрисконсульта Кристин А. Варни, ранее возглавлявшую Антимонопольное управление Министерства юстиции США при администрации Обамы. В рамках иска против Apple, Epic также выпустила видео под названием «Nineteen Eighty-Fortnite», пародирующее рекламу Apple «1984» с использованием активов Fortnite, которые, как указывает Epic в своем иске, использовались Apple тогда, чтобы оспорить вес IBM в то время. В своем иске против Apple Epic обвинила Apple в антимонопольном поведении в отношении App Store и своей платёжной системы, заявив, что они нарушают федеральный закон Шермана и Калифорнийский закон Картрайт. В своем иске против Google Epic бросила вызов прошлой мантре Google «Не будь злом» и заявила, что ее действия в магазине Google Play и его платежной системе нарушают Закон Шермана и Калифорнийский Закон Картрайт. Epic заявила, что ограничения Google на систему Android мешают сделкам по предварительной загрузке Fortnite на телефоны OnePlus и LG. В своём заявлении они заявляют: «Несмотря на свои обещания сделать устройства Android открытыми для конкуренции, Google установила договорные и технологические барьеры, которые исключают конкурирующие способы распространения приложений среди пользователей Android, обеспечивая учёт почти всех загрузок приложений из магазина Google Play на устройствах Android».
Epic не стремилась возместить денежный ущерб ни в том, ни в другом случае, а вместо этого «добивалась судебного запрета, разрешающего справедливую конкуренцию на этих двух ключевых рынках, которая напрямую затрагивает сотни миллионов потребителей и десятки тысяч, если не больше, сторонних разработчиков приложений». В комментариях в социальных сетях на следующий день Суини сказал, что они предприняли эти действия, поскольку «мы боремся за свободу людей, купивших смартфоны, устанавливать приложения из источников по своему выбору, за свободу для создателей приложений распространять их по своему усмотрению, и свободу обеих групп вести бизнес напрямую. Основной возражающий аргумент: „Маркеры для смартфонов могут делать все, что хотят“. Это ужасная идея. У всех нас есть права, и нам нужно бороться, чтобы защитить свои права от тех, кто отрицает их».
В ответ на иск, Google заявил The Verge: «Для разработчиков игр, которые решили использовать Play Store, у нас есть последовательная политика, справедливая по отношению к разработчикам и обеспечивающая безопасность магазина для пользователей. Хотя Fortnite остается доступным для Android, мы больше не можем сделать его доступным в Google Play, поскольку он нарушает наши правила. Тем не менее, мы приветствуем возможность продолжить наши обсуждения с Epic и вернуть Fortnite в Google Play».
К 17 августа 2020 года Apple сообщила Epic о прекращении доступа к учетным записям разработчиков и инструментам для App Store, iOS и macOS к 28 августа 2020 года. Это привело к тому, что Epic подала ходатайство о предварительном судебном запрете, чтобы заблокировать это, а также запретить Apple исключить Fortnite из App Store, утверждая, что отсутствие доступа к инструментам разработки для iOS и macOS повлияет на разработку Unreal Engine и впоследствии повлияет на всех разработчиков, которые использовали этот движок. Apple заявила в ответ на запрос о предварительном судебном запрете, что Epic обратилась к ним в июне с просьбой заключить специальную сделку для Epic по работе с Fortnite в App Store, чтобы пользователи могли платить Epic напрямую, и когда Apple не смогла предоставить им это, Epic связалась с ними до обновления версии 13 августа 2020 года, чтобы заявить, что они намерены нарушить условия App Store. Apple также потребовал, чтобы суд отказал Epic в предварительном разрешении, назвав «чрезвычайную» ситуацию той, которую Epic создала сама. Суини заявил в ответ, что, как говорилось в его электронных письмах в жалобе Apple, он хотел, чтобы Apple расширила этот вид исключения на всех разработчиков iOS, а не только на Epic Games. Epic подала ответ на жалобу Apple в поддержку Microsoft, в частности, прося суд заблокировать Apple от лишения её доступа к инструментам разработки iOS, поскольку это повлияет на всех разработчиков, которые использовали Unreal Engine. Microsoft написала в своей службе поддержки: «Отказ Epic в доступе к SDK Apple и другим инструментам разработки помешает Epic поддерживать Unreal Engine на iOS и macOS и разместит Unreal Engine и тех создателей игр, которые создали, создают и могут создавать игры на нем в существенном невыгодном положении».
24 августа 2020 года, после судебного слушания, судья Ивонн Гонсалес Роджерс удовлетворила просьбу Epic о запрете Apple отнимать у неё лицензии разработчика для iOS и macOS, но не вынесла предварительного судебного запрета на отмену решения Apple об удалении Fortnite из магазина iOS. Роджерс писала, что отмена лицензий разработчиков нанесла «потенциально значительный ущерб как самой платформе Unreal Engine, так и игровой индустрии в целом», и Apple «решила действовать жёстко», угрожая этому шагу. Что касается Fortnite, Роджерс согласилась с Apple, что «Epic Games еще не продемонстрировала непоправимого вреда. Нынешнее затруднительное положение, по-видимому, вызвано им самим». Впоследствии 28 августа 2020 года Apple закрыла учетную запись разработчика Epic для iOS, тем самым не дав компании возможность загружать дополнительные материалы в App Store, но в остальном она всё ещё могла разрабатывать для этой платформы.
Перед первым слушанием 28 сентября 2020 года, Epic перед слушанием подала документы, в которых они намереваются добиваться предварительного судебного запрета, требующего от Apple повторного размещения Fortnite.

### Встречный иск
8 сентября 2020 года Apple подала встречный иск против Epic. Apple утверждала в своем иске, что Epic нарушила свой контракт и пыталась заблокировать использование платежной системы Epic из любого приложения, включая Fortnite, на витрине iOS, и требовала денежного возмещения убытков, чтобы вернуть средства, которые Epic заработала, пока их версия Fortnite была активна 13 августа 2020 года. Apple назвала дело Epic попыткой «стать частью маркетинговой кампании, призванной оживить интерес к Fortnite». Судья Роджерс отклонила денежные претензии Apple в отношении кражи в ноябре 2020 года, заявив, что эти претензии не могут считаться «независимо противоправными» в связи с нарушением требований контракта, оставляя эти претензии о нарушении в противном случае в силе.

### Предварительное слушание
На первом судебном слушании по этому вопросу 28 сентября 2020 года судья Роджерс, похоже, отклонила требование Epic к Apple повторно разместить Fortnite в App Store, если они не соответствуют политике App Store, поддерживая Apple, что Epic создала ситуацию, которая привела к его удалению, но в остальном готова поддерживать запретительный судебный приказ, связанный с учетными записями разработчиков Unreal Engine и Epic. Судья Роджерс действительно говорила, ожидая суда присяжных по этому делу, которое, вероятно, будет рассмотрено в июле 2021 года, заявив во время слушания: «Я считаю, что достаточно важно понимать, что думают реальные люди. Беспокоят ли эти вопросы безопасности людей или нет? Неужели опасения разработчиков невероятно важны? Я думаю, многие люди это почувствуют. Я действительно думаю, что это то, для чего важно мнение жюри».
В документах, поданных после слушаний, и Epic, и Apple утверждали, что дело должно рассматриваться через судебные слушания, а не через суд присяжных. Судья Роджерс согласилась, назначив судебный процесс на май 2021 года. После этого расписания, судья Роджерс отказалась предоставить Epic Games временный запрет, требующий от Apple разрешить Fortnite в его текущем состоянии (с витриной Epic), но сделала постоянным запрет, не позволяющий Apple закрыть учетные записи разработчиков Epic, чтобы она могла продолжать поддерживать Unreal Engine для систем iOS и macOS. В своём решении Роджерс заявила, что ключевым аспектом её рассмотрения дела будет утверждение Epic об уникальности App Store и их аргументы относительно того, почему антимонопольное поведение Apple ограничивается App Store, а не другими закрытыми системами, такими как Xbox Live, PlayStation Store или Nintendo eShop. Роджерс сказала, что «окончательное решение должно быть лучше информировано о влиянии модели огороженного сада, учитывая потенциал значительных и серьезных разветвлений для Sony, Nintendo и Microsoft и их платформ видеоигр».

### Досудебное разбирательство
В декабре 2020 года Facebook заявил, что полностью поддержит Epic Games в судебном процессе на этапе его открытия. Сам Facebook ранее был в конфликте с Apple из-за его политики App Store и собрал собственную коллекцию информации, которой они планируют поделиться с Epic.
В рамках своего дела, Apple попыталась запросить у Valve записи, относящиеся к нескольким сотням игр и их продажам в Steam, учитывая, что Steam является прямым конкурентом магазина Epic Games в области персональных компьютеров. Valve отказалась удовлетворить эти запросы, аргументируя это тем, что запросы Apple слишком широки и не связаны с их жалобой на Epic. Судья вынес решение в пользу Apple, заявив, что Valve была не единственной целью судебных повесток Apple, запрашивающих аналогичные данные о витрине магазина, и, таким образом, запрос не был необоснованным.

## Суд
Судебный процесс начался 3 мая 2021 года. В связи с характером дела, судья Гонсалес Роджерс потребовала, чтобы все стороны физически присутствовали в суде, и были предприняты дополнительные меры для обеспечения безопасности в связи с продолжающейся пандемией COVID-19. Судебный процесс длился три недели, свидетельские показания завершились 21 мая 2021 года, а заключительные аргументы были даны 24 мая 2021 года. Юридическая фирма Cravath, Swaine & Moore представляла Epic Games, а Gibson, Dunn & Crutcher представляла Apple.
Среди аспектов, охваченных судом, вошли:
- Epic Games и Apple обсудили, следует ли определять другие приложения, такие как Minecraft и Roblox, как «игры» или «метавселенные». Хотя они согласились, что Minecraft — это игра, они не пришли к единому мнению о том, как определять Roblox[50]. Epic утверждала, что «Roblox», как и «Fortnite», является метавселенной, в то время как Apple утверждала, что «Roblox» — это особенная игра, и что игры в ней — «опыт», сравнимый с отдельными мирами в «Minecraft». В результате в мае 2021 года Roblox немедленно изменил свой бренд, убрав слово «игра» со своего веб-сайта, заменив его словом «опыт», чтобы соответствовать политике магазина приложений Apple[51][52][53][54].
- Apple защищала свое курирование контента в магазине приложений iOS, ограничение, которое ранее не позволяло облачным игровым сервисам, таким как GeForce Now или Google Stadia, предлагать прямое приложение в магазине iOS, поскольку каждая игра требовала одобрения Apple в соответствии с правилами Apple, но позволит предлагать эти услуги через прогрессивное веб-приложение, работающее через Safari или Chrome[55][56]. Apple указала на недавнее добавление itch.io, витрины инди-игр, в Epic Game Store, заявив, что, поскольку в itch.io отсутствует какая-либо модерация контента, это позволило Epic Game Store эффективно включать большое количество зрелого контента и контента для взрослых, который в противном случае был запрещен правилами собственных магазинов Epic, в то время как политики Apple требуют модерации контента приложения за приложением, чтобы предотвратить такую ситуацию. Epic указала, что она распространяла только клиент itch.io и не несла ответственности ни за какие игры, которые сам клиент распространял или продавал[57].
- Политика Apple по предотвращению рулевого управления, которая не позволяет любому приложению направлять или информировать своих пользователей о покупках в другом магазине за пределами Apple iOS, была поставлена под сомнение в связи с потенциальными антимонопольными обвинениями. Политика противодействия рулевому управлению была признана приемлемой на практике в деле Верховного суда США в 2018 году в деле Ohio против American Express Co. при условии, что ни одна из сторон двустороннего рынка не нанесла вреда, учитывая отсутствие политики противодействия рулевому управлению. Epic попыталась доказать, что, когда Apple запрещает разработчикам направлять пользователей к альтернативным платежным системам и витринам, они получают большую долю доходов от приложений, и, таким образом, эти положения по предотвращению рулевого управления должны быть исключены из политики Apple[58].

В ходе судебного разбирательства ряд документов, которые являлись частью доказательств, собранных Epic и Apple, были обнародованы во время судебного разбирательства, некоторые из них содержали конфиденциальную информацию, касающуюся третьих лиц. Некоторые из этих документов должны были быть запечатаны, но вместо этого были потеряны в публичных онлайн-протоколах судебных заседаний и раскрывали некоторые из прошлых внутренних механизмов индустрии видеоигр, а также подробную информацию о финансовых показателях Epic, связанных с Epic Game Store. Это включало Epic, ранее обращавшуюся к Sony Interactive Entertainment в начале 2018 года, чтобы попытаться убедить их разрешить кроссплатформенную игру на консолях PlayStation; Epic обращается к Microsoft, чтобы попытаться заставить их разрешить free-to-play игры на консолях Xbox без необходимости в платной подписке Xbox Live Gold; и необъявленный сервис потоковой передачи игр, запланированный Walmart. Судья Роджерс предприняла шаги после второго дня, чтобы убедиться, что надлежащим образом запечатанные документы не допускаются к публичным онлайн-записям.

## Решение
Судья Роджерс вынесла свое первое решение 10 сентября 2021 года, которое профессор права Марк Лемли счел раздельным Роджерс вынесла решение в пользу Apple по девяти из десяти пунктов обвинения, выдвинутых против них по делу, включая обвинения Epic, связанные с сокращением доходов Apple на 30 % и запретом Apple на использование сторонних торговых площадок в среде iOS Роджерс вынесла решение против Apple в отношении последнего обвинения, связанного с положениями о предотвращении рулевого управления, и издала постоянный судебный запрет, который через 90 дней после вынесения постановления заблокировал Apple запрещать разработчикам связывать пользователей приложений с другими витринами из приложений для совершения покупок или сбора информации в приложении, например, электронная почта, для уведомления пользователей об этих витринах. В своем решении Роджерс указала, что рынком, вызывающим озабоченность, являются не игры или Apple App Store, а «транзакции цифровых мобильных игр». Судья Роджерс пришла к выводу, что Apple не является монополией, а в основном является дуополией наряду с Google, и хотя Apple «имеет значительную долю рынка, превышающую 55 %, и чрезвычайно высокую маржу прибыли», такой успех не был незаконной монополией В этом свете судья Роджерс постановила, что Epic не смогла доказать, что Apple нарушила федеральные или государственные антимонопольные законы, но постановила, что Apple нарушила законы о конкуренции Калифорнии посредством антиконкурентного поведения, запретив любое упоминание других платежных систем в приложениях. Роджерс считает, что снижение доходов в пользу Apple на 30 % может быть «неоправданным» по сравнению с предлагаемой ими ценностью, но без серьезной конкуренции для сравнения альтернативных схем она не могла сделать прямой приказ об этом.
Судья Роджерс также вынесла решение против Epic, потребовав от них выплатить Apple 3,6 миллиона долларов, 30 % выручки, удержанной Apple, связаны с их попытками обойти App Store, и далее заявила, что Epic нарушила свои договорные условия в качестве разработчика с Apple в том, как они развернули обновление для Fortnite в августе 2020 года, что спровоцировало события, таким образом Apple может заблокировать Epic в будущем от предоставления приложений в App Store.
Суини заявил, что это решение «не является победой ни для разработчиков, ни для потребителей», что Epic не вернёт Fortnite в iOS до тех пор, «когда и где Epic сможет предлагать внутриигровые платежи в условиях честной конкуренции с Apple с оплатой внутри приложения Apple, передав сэкономленные средства потребителям», и что они продолжат судебные разбирательства по этому поводу. Представитель Apple заявил: «Сегодня суд подтвердил то, что мы всегда знали: App Store не нарушает антимонопольное законодательство».

## Реакции
Такие компании, как Facebook, Spotify и Match Group, поддержали Epic Games в их судебном иске и рассказали о своих прошлых проблемах с политикой Apple App Store в отношении их услуг. Digital Content Next, некоммерческая торговая группа, представляющая такие СМИ, как The New York Times и The Wall Street Journal, также поддержала иск Epic, заявив, среди прочего, что Apple предоставила уникальные выгодные сделки одним поставщикам, таким как Amazon, но не другим.
После первоначального запрета некоторые пользователи пытались выставить на аукцион iPhone с установленной Fortnite по цене в десятки тысяч долларов. К тому времени, когда игра была фактически удалена из App Store, это не удивило многих пользователей, поскольку большинство людей ожидало этого с самого начала, и, по словам Polygon, казалось, что многие игроки просто «вскочили на борт мемов». В сентябре 2020 года Epic Games вместе с другими тринадцатью компаниями запустили Коалицию за справедливость приложений, целью которой является создание лучших условий для включения приложений в магазины приложений.
8 октября 2020 года Microsoft объявила о приверженности десяти принципам справедливости в работе своего Microsoft Store в Windows 10, включая обещания прозрачности по отношению к руководящим принципам, не блокировать использование конкурирующих магазинов приложений в Windows и не удалять приложения из магазина в зависимости от их бизнес-модели, способа обработки платежей или предоставления их услуг.
В декабре 2020 года Apple объявила, что они снизят сокращение доходов, которое Apple берёт от разработчиков приложений, зарабатывающих 1 миллион долларов или меньше, с 30 % до 15 %, если разработчики приложений заполнят заявку на снижение доходов.

## Epic Games vs. Google
События и первоначальные действия по иску Epic против Google были возбуждены в тот же день, что и иск Epic против Apple, но Google подчеркнул, что правовая ситуация вокруг их дела сильно отличается. Google утверждает, что операционная система Android не имеет такого же ограничения на единую витрину, что и iOS от Apple, и, таким образом, позволяет различным производителям телефонов Android объединять разные витрины и приложения по своему усмотрению. Google сказал, что они ведут переговоры с Epic Games совсем не так, как в случае с Apple.
После иска, поданного 36 штатами и округом Колумбия в связи с нарушениями антимонопольного законодательства в отношении Play Store в начале июля 2021 года, Epic изменила свое требование в иске Google позже в том же месяце, чтобы отразить информацию в поддержку дела штатов. Epic специально сосредоточилась на действиях Google, когда Epic начала работать с Samsung, предлагая «Fortnite» через свою собственную витрину, с доказательствами из штатов, которые подтверждали антиконкурентное поведение.

## Связанные действия

### Epic Games
В декабре 2020 года Epic Games подала отдельные жалобы на Apple и Google в Апелляционный суд по вопросам конкуренции Соединенного Королевства, связанные с антиконкурентным поведением компаний как в Великобритании, так и в Европейском союзе, с аналогичными обвинениями, которые Epic утверждала в своих делах в США. Они также возбудили судебные дела в Австралии и Европейском Союзе. 22 февраля 2021 года Апелляционный суд по вопросам конкуренции отклонил иск Epic к Apple в Великобритании, однако разрешил их судебный процесс против Google. Позже Epic Games опубликовала заявление, в котором говорилось, что они пересмотрят свой иск против Apple в Великобритании после разрешения иска в США, а также заявили, что они «довольны» решением трибунала по их делу против Google.
Epic также выдвинула аналогичные обвинения против Apple в Австралии. 9 апреля 2021 года судья Най Перрам распорядился о трёхмесячной отсрочке судебного разбирательства по иску Epic против Apple в Австралии, заявив, что отсрочка станет бессрочной, если Epic не подаст документы в США, но в соответствии с австралийским Законом о защите прав потребителей в течение этого срока.